# Lista de episódios de 2 Broke Girls
2 Broke Girls é uma sitcom de televisão estadunidense criada por Michael Patrick King e Whitney Cummings, que também servem como produtores executivos. Transmitida pela CBS de 2011 a 2017, foi estrelada por Kat Dennings como Max Black, que vem de uma família pobre, e Beth Behrs como Caroline Channing, que nasceu rica e perdeu toda sua fortuna, trabalhando juntas numa lanchonete em Williamsburg, bairro no Brooklyn.
Cada episódio termina com uma contagem do dinheiro ganhado a fim de economizar os US$ 250.000 que as duas precisam para abrir seu negócio de cupcake. A série estreou em 19 de setembro de 2011. Em 25 de março de 2016, foi renovada para sua sexta e última temporada pela CBS, que estreou em 10 de outubro de 2016. Com a exceção do episódio piloto, todos os episódios começam com a palavra "and", então os títulos quando combinados com o nome da série leem-se: "2 Broke Girls and the Break-Up Scene", por exemplo.
Em 17 de abril de 2017, 138 episódios de "2 Broke Girls" foram ao ar, concluindo a sexta temporada e finalizando a série.

## Resumo
| Temporada | Temporada | Episódios | Exibição original      | Exibição original   |
| Temporada | Temporada | Episódios | Estreia de temporada   | Final de temporada  |
| --------- | --------- | --------- | ---------------------- | ------------------- |
|           | 1         | 24        | 19 de setembro de 2011 | 7 de maio de 2012   |
|           | 2         | 24        | 24 de setembro de 2012 | 13 de maio de 2013  |
|           | 3         | 24        | 23 de setembro de 2013 | 5 de maio de 2014   |
|           | 4         | 22        | 27 de outubro de 2014  | 18 de maio de 2015  |
|           | 5         | 22        | 12 de novembro de 2015 | 12 de maio de 2016  |
|           | 6         | 22        | 10 de outubro de 2016  | 17 de abril de 2017 |

## Episódios

### 1ª temporada (2011–12)
| No. na série | No.   | Título                                 | Dirigido por        | Escrito por                             | Exibição                | Audiência (milhões) |
| ------------ | ----- | -------------------------------------- | ------------------- | --------------------------------------- | ----------------------- | ------------------- |
| 1            | 1     | "Pilot"                                | James Burrows       | Michael Patrick King & Whitney Cummings | 19 de setembro de 2011  | 19.37               |
| 2            | 2     | "And the Break-up Scene"               | James Burrows       | Michael Patrick King                    | 26 de setembro de 2011  | 11.75               |
| 3            | 3     | "And Strokes of Goodwill"              | John Fortenberry    | Jhoni Marchinko                         | 3 de outubro de 2011    | 11.42               |
| 4            | 4     | "And the Rich People Problems"         | John Fortenberry    | Michelle Nader                          | 10 de outubro de 2011   | 10.71               |
| 5            | 5     | "And the '90s Horse Party"             | Scott Ellis         | Sonny Lee & Patrick Walsh               | 17 de outubro de 2011   | 11.47               |
| 6            | 6     | "And the Disappearing Bed"             | Scott Ellis         | Greg Malins                             | 24 de outubro de 2011   | 11.19               |
| 7            | 7     | "And the Pretty Problem"               | Scott Ellis         | David Feeney                            | 31 de outubro de 2011   | 10.97               |
| 8            | 8     | "And Hoarder Culture"                  | Ted Wass            | Liz Feldman                             | 7 de novembro de 2011   | 11.43               |
| 9            | 9     | "And the Really Petty Cash"            | Ted Wass            | Morgan Murphy                           | 14 de novembro de 2011  | 11.77               |
| 10           | 10    | "And the Very Christmas Thanksgiving"  | Jean Sagal          | Michael Patrick King                    | 21 de novembro de 2011  | 11.33               |
| 11           | 11    | "And the Reality Check"                | Fred Savage         | Molly McAleer                           | 5 de dezembro de 2011   | 12.75               |
| 12           | 12    | "And the Pop-Up Sale"                  | Fred Savage         | Michelle Nader                          | 12 de dezembro de 2011  | 12.50               |
| 13           | 13    | "And the Secret Ingredient"            | Julie Anne Robinson | Michael Patrick King                    | 2 de janeiro de 2012    | 12.10               |
| 14           | 14    | "And the Upstairs Neighbor"            | Thomas Kail         | Michael Patrick King                    | 16 de janeiro de 2012   | 11.40               |
| 15           | 15    | "And the Blind Spot"                   | Ted Wass            | Michelle Nader                          | 6 de fevereiro de 2012  | 11.47               |
| 16           | 16    | "And the Broken Hearts"                | Ted Wass            | David Feeney                            | 13 de fevereiro de 2012 | 10.48               |
| 17           | 17    | "And the Kosher Cupcakes"              | Scott Ellis         | Liz Feldman                             | 20 de fevereiro de 2012 | 11.37               |
| 18           | 18    | "And the One-Night Stands"             | Scott Ellis         | Sonny Lee & Patrick Walsh               | 27 de fevereiro de 2012 | 10.18               |
| 19           | 19    | "And the Spring Break"                 | Scott Ellis         | Morgan Murphy                           | 19 de março de 2012     | 9.38                |
| 20           | 20    | "And the Drug Money"                   | Ted Wass            | Greg Malins                             | 9 de abril de 2012      | 8.78                |
| 21           | 21    | "And the Messy Purse Smackdown"        | Ted Wass            | Molly McAleer                           | 16 de abril de 2012     | 8.52                |
| 22           | 22    | "And the Big Buttercream Breakthrough" | Ted Wass            | Michelle Nader                          | 30 de abril de 2012     | 9.24                |
| 23 24        | 23 24 | "And Martha Stewart Have a Ball"       | Ted Wass            | Michael Patrick King                    | 7 de maio de 2012       | 8.99                |

### 2ª temporada (2012–13)
| No. na série | No. | Título                             | Dirigido por     | Escrito por                      | Exibição                | Audiência (milhões) |
| ------------ | --- | ---------------------------------- | ---------------- | -------------------------------- | ----------------------- | ------------------- |
| 25           | 1   | "And the Hidden Stash"             | Fred Savage      | Michelle Nader                   | 24 de setembro de 2012  | 10.14               |
| 26           | 2   | "And the Pearl Necklace"           | Fred Savage      | Michael Patrick King             | 1 de outubro de 2012    | 9.22                |
| 27           | 3   | "And the Hold-Up"                  | Fred Savage      | Jhoni Marchinko                  | 8 de outubro de 2012    | 9.42                |
| 28           | 4   | "And the Cupcake War"              | Fred Savage      | Molly McAleer                    | 15 de outubro de 2012   | 9.30                |
| 29           | 5   | "And the Pre-Approved Credit Card" | Fred Savage      | Sonny Lee & Patrick Walsh        | 5 de novembro de 2012   | 9.01                |
| 30           | 6   | "And the Candy Manwich"            | Fred Savage      | Liz Feldman                      | 12 de novembro de 2012  | 8.94                |
| 31           | 7   | "And the Three Boys with Wood"     | Thomas Kail      | Morgan Murphy                    | 19 de novembro de 2012  | 9.74                |
| 32           | 8   | "And the Egg Special"              | Thomas Kail      | Tracy Poust & Jon Kinnally       | 26 de novembro de 2012  | 11.74               |
| 33           | 9   | "And the New Boss"                 | Fred Savage      | Molly McAleer                    | 3 de dezembro de 2012   | 10.17               |
| 34           | 10  | "And the Big Opening"              | Lonny Price      | Michael Patrick King             | 10 de dezembro de 2012  | 11.04               |
| 35           | 11  | "And the Silent Partner"           | Don Scardino     | Tracy Poust & Jon Kinnally       | 10 de dezembro de 2012  | 10.78               |
| 36           | 12  | "And the High Holidays"            | Don Scardino     | Molly McAleer                    | 17 de dezembro de 2012  | 10.22               |
| 37           | 13  | "And the Bear Truth"               | Scott Ellis      | Liz Feldman                      | 14 de janeiro de 2013   | 12.45               |
| 38           | 14  | "And Too Little Sleep"             | Scott Ellis      | Jhoni Marchinko & Michelle Nader | 21 de janeiro de 2013   | 11.56               |
| 39           | 15  | "And the Psychic Shakedown"        | Ken Whittingham  | Michael Patrick King             | 4 de fevereiro de 2013  | 11.36               |
| 40           | 16  | "And Just Plane Magic"             | Ken Whittingham  | Molly McAleer                    | 11 de fevereiro de 2013 | 10.90               |
| 41           | 17  | "And the Broken Hip"               | Ken Whittingham  | Charles Brottmiller              | 18 de fevereiro de 2013 | 10.25               |
| 42           | 18  | "And Not-So-Sweet Charity"         | Fred Savage      | Morgan Murphy                    | 25 de fevereiro de 2013 | 10.41               |
| 43           | 19  | "And the Temporary Distraction"    | Fred Savage      | Sonny Lee & Patrick Walsh        | 18 de março de 2013     | 8.56                |
| 44           | 20  | "And the Big Hole"                 | Fred Savage      | Liz Feldman                      | 25 de março de 2013     | 8.76                |
| 45           | 21  | "And the Worst Selfie Ever"        | Phill Lewis      | Laura Kightlinger                | 15 de abril de 2013     | 7.54                |
| 46           | 22  | "And the Extra Work"               | Michael McDonald | Jon Kinnally & Tracy Poust       | 29 de abril de 2013     | 7.85                |
| 47           | 23  | "And the Tip Slip"                 | Lonny Price      | Michelle Nader                   | 6 de maio de 2013       | 7.97                |
| 48           | 24  | "And the Window of Opportunity"    | Lonny Price      | Michael Patrick King             | 13 de maio de 2013      | 8.94                |

### 3ª temporada (2013–14)
| No. na série | No. | Título                            | Dirigido por | Escrito por                   | Exibição                | Audiência (milhões) |
| ------------ | --- | --------------------------------- | ------------ | ----------------------------- | ----------------------- | ------------------- |
| 49           | 1   | "And the Soft Opening"            | Don Scardino | Michael Patrick King          | 23 de setembro de 2013  | 8.88                |
| 50           | 2   | "And the Kickstarter"             | Don Scardino | Michelle Nader                | 30 de setembro de 2013  | 7.72                |
| 51           | 3   | "And the Kitty Kitty Spank Spank" | Don Scardino | Jhoni Marchinko               | 7 de outubro de 2013    | 7.26                |
| 52           | 4   | "And the Group Head"              | Don Scardino | Liz Feldman                   | 14 de outubro de 2013   | 7.99                |
| 53           | 5   | "And the Cronuts"                 | Don Scardino | Sonny Lee & Patrick Walsh     | 21 de outubro de 2013   | 7.36                |
| 54           | 6   | "And the Piece of Sheet"          | Don Scardino | Liz Astrof                    | 28 de outubro de 2013   | 7.71                |
| 55           | 7   | "And the Girlfriend Experience"   | Don Scardino | Morgan Murphy                 | 4 de novembro de 2013   | 8.12                |
| 56           | 8   | "And the 'It' Hole"               | Don Scardino | Whitney Cummings              | 11 de novembro de 2013  | 8.23                |
| 57           | 9   | "And the Pastry Porn"             | Don Scardino | Charles Brottmiller           | 18 de novembro de 2013  | 7.92                |
| 58           | 10  | "And the First Day of School"     | Don Scardino | Michael Patrick King          | 25 de novembro de 2013  | 7.82                |
| 59           | 11  | "And the Life After Death"        | Don Scardino | Molly McAleer                 | 2 de dezembro de 2013   | 8.48                |
| 60           | 12  | "And the French Kiss"             | Don Scardino | Michelle Nader                | 16 de dezembro de 2013  | 7.59                |
| 61           | 13  | "And the Big But"                 | Don Scardino | Liz Feldman                   | 13 de janeiro de 2014   | 8.95                |
| 62           | 14  | "And the Dumpster Sex"            | Don Scardino | Liz Astrof                    | 20 de janeiro de 2014   | 9.03                |
| 63           | 15  | "And the Icing on the Cake"       | Phill Lewis  | Sonny Lee & Patrick Walsh     | 27 de janeiro de 2014   | 10.05               |
| 64           | 16  | "And the ATM"                     | Phill Lewis  | Charles Brottmiller           | 3 de fevereiro de 2014  | 9.22                |
| 65           | 17  | "And the Married Man Sleepover"   | Phill Lewis  | Whitney Cummings              | 24 de fevereiro de 2014 | 7.96                |
| 66           | 18  | "And the Near Death Experience"   | Phill Lewis  | Liz Feldman                   | 3 de março de 2014      | 8.44                |
| 67           | 19  | "And the Kilt Trip"               | Phill Lewis  | Molly McAleer & Morgan Murphy | 17 de março de 2014     | 7.21                |
| 68           | 20  | "And the Not Broke Parents"       | Phill Lewis  | Michael Patrick King          | 24 de março de 2014     | 7.40                |
| 69           | 21  | "And the Wedding Cake Cake Cake"  | Jean Sagal   | Michelle Nader & Liz Astrof   | 14 de abril de 2014     | 7.22                |
| 70           | 22  | "And the New Lease on Life"       | Phill Lewis  | Sonny Lee & Patrick Walsh     | 21 de abril de 2014     | 7.10                |
| 71           | 23  | "And the Free Money"              | Phill Lewis  | Charles Brottmiller           | 28 de abril de 2014     | 7.76                |
| 72           | 24  | "And the First Degree"            | Phill Lewis  | Morgan Murphy                 | 5 de maio de 2014       | 6.49                |

### 4ª temporada (2014–15)
| No. na série | No. | Título                           | Dirigido por           | Escrito por                        | Exibição                | Audiência (milhões) |
| ------------ | --- | -------------------------------- | ---------------------- | ---------------------------------- | ----------------------- | ------------------- |
| 73           | 1   | "And the Reality Problem"        | Don Scardino           | Michael Patrick King               | 27 de outubro de 2014   | 8.43                |
| 74           | 2   | "And the DJ Face"                | Don Scardino           | Liz Astrof                         | 3 de novembro de 2014   | 7.97                |
| 75           | 3   | "And the Childhood Not Included" | Don Scardino           | Michelle Nader                     | 10 de novembro de 2014  | 7.55                |
| 76           | 4   | "And the Old Bike Yarn"          | Don Scardino           | Patrick Walsh                      | 17 de novembro de 2014  | 7.90                |
| 77           | 5   | "And the Brand Job"              | Don Scardino           | Morgan Murphy                      | 24 de novembro de 2014  | 6.85                |
| 78           | 6   | "And the Model Apartment"        | Don Scardino           | Linda Videtti Figueiredo           | 8 de dezembro de 2014   | 7.72                |
| 79           | 7   | "And a Loan for Christmas"       | Don Scardino           | Charles Brottmiller                | 15 de dezembro de 2014  | 7.81                |
| 80           | 8   | "And the Fun Factory"            | Don Scardino           | Michael Rowe                       | 5 de janeiro de 2015    | 9.08                |
| 81           | 9   | "And the Past and the Furious"   | Don Scardino           | Michelle Nader & Liz Astrof        | 19 de janeiro de 2015   | 8.86                |
| 82           | 10  | "And the Move-In Meltdown"       | Don Scardino           | Patrick Walsh                      | 2 de fevereiro de 2015  | 9.31                |
| 83           | 11  | "And the Crime Ring"             | Don Scardino           | Morgan Murphy                      | 9 de fevereiro de 2015  | 9.13                |
| 84           | 12  | "And the Knock Off Knock Out"    | Don Scardino           | Justin Sayre                       | 16 de fevereiro de 2015 | 8.74                |
| 85           | 13  | "And the Great Unwashed"         | Don Scardino           | Laura Kightlinger                  | 23 de fevereiro de 2015 | 8.47                |
| 86           | 14  | "And the Cupcake Captives"       | Don Scardino           | Charles Brottmiller                | 9 de março de 2015      | 8.25                |
| 87           | 15  | "And the Fat Cat"                | Fred Savage            | Liz Astrof & Michelle Nader        | 23 de março de 2015     | 7.26                |
| 88           | 16  | "And the Zero Tolerance"         | Fred Savage            | Michael Patrick King               | 30 de março de 2015     | 7.13                |
| 89           | 17  | "And the High Hook-Up"           | Fred Savage            | Michelle Nader & Liz Astrof        | 13 de abril de 2015     | 7.07                |
| 90           | 18  | "And the Taste Test"             | Jim Rose & Fred Savage | Charles Brottmiller & Justin Sayre | 20 de abril de 2015     | 7.53                |
| 91           | 19  | "And the Look of the Irish"      | Fred Savage            | Patrick Walsh & Karen Kilgariff    | 27 de abril de 2015     | 6.57                |
| 92           | 20  | "And the Minor Problem"          | Fred Savage            | Liz Astrof                         | 4 de maio de 2015       | 6.43                |
| 93           | 21  | "And the Grate Expectations"     | Fred Savage            | Michelle Nader                     | 11 de maio de 2015      | 6.96                |
| 94           | 22  | "And the Disappointing Unit"     | Michael Patrick King   | Michael Patrick King               | 18 de maio de 2015      | 7.56                |

### 5ª temporada (2015–16)
| No. na série | No. | Título                                   | Dirigido por         | Escrito por                 | Exibição                | Audiência (milhões) |
| ------------ | --- | ---------------------------------------- | -------------------- | --------------------------- | ----------------------- | ------------------- |
| 95           | 1   | "And the Wrecking Ball"                  | Michael Patrick King | Michael Patrick King        | 12 de novembro de 2015  | 6.34                |
| 96           | 2   | "And the Gym and Juice"                  | Michael Patrick King | Liz Astrof                  | 19 de novembro de 2015  | 6.42                |
| 97           | 3   | "And the Maybe Baby"                     | Jason Reilly         | Michelle Nader              | 26 de novembro de 2015  | 5.93                |
| 98           | 4   | "And the Inside Outside Situation"       | David Trainer        | Justin Sayre                | 10 de dezembro de 2015  | 5.70                |
| 99           | 5   | "And the Escape Room"                    | David Trainer        | Patrick Walsh               | 17 de dezembro de 2015  | 6.92                |
| 100          | 6   | "And the Not Regular Down There"         | Katy Garretson       | Rachel Sweet                | 6 de janeiro de 2016    | 6.29                |
| 101          | 7   | "And the Coming Out Party"               | Michael Patrick King | Liz Feldman                 | 13 de janeiro de 2015   | 6.52                |
| 102          | 8   | "And the Basketball Jones"               | Katy Garretson       | Morgan Murphy               | 20 de janeiro de 2015   | 6.64                |
| 103          | 9   | "And the Sax Problem"                    | John Riggi           | Charles Brottmiller         | 27 de janeiro de 2016   | 6.63                |
| 104          | 10  | "And the No New Friends"                 | Anthony Rich         | Rob Sheridan                | 3 de fevereiro de 2016  | 6.34                |
| 105          | 11  | "And the Booth Babes"                    | Joel Murray          | Rachel Lind & David Shecter | 10 de fevereiro de 2016 | 6.36                |
| 106          | 12  | "And the Story Telling Show"             | Tom Stern            | Morgan Murphy               | 18 de fevereiro de 2016 | 6.40                |
| 107          | 13  | "And the Lost Baggage"                   | James Burrows        | Michael Patrick King        | 25 de fevereiro de 2016 | 6.56                |
| 108          | 14  | "And You Bet Your Ass"                   | James Burrows        | Liz Astrof & Michelle Nader | 3 de março de 2016      | 6.74                |
| 109          | 15  | "And the Great Escape"                   | John Riggi           | Liz Feldman                 | 10 de março de 2016     | 6.54                |
| 110          | 16  | "And the Pity Party Bus"                 | Don Scardino         | Rachel Sweet                | 31 de março de 2016     | 5.69                |
| 111          | 17  | "And the Show and Don't Tell"            | Don Scardino         | Patrick Walsh               | 7 de abril de 2016      | 5.87                |
| 112          | 18  | "And the Loophole"                       | Don Scardino         | Justin Sayre                | 14 de abril de 2016     | 6.25                |
| 113          | 19  | "And the Attack of the Killer Apartment" | Kathleen Marshall    | Charles Brottmiller         | 21 de abril de 2016     | 6.93                |
| 114          | 20  | "And the Partnership Hits the Fan"       | Katy Garretson       | Rob Sheridan                | 28 de abril de 2016     | 6.61                |
| 115          | 21  | "And the Ten Inches"                     | Katy Garretson       | Liz Feldman                 | 5 de maio de 2016       | 6.67                |
| 116          | 22  | "And the Big Gamble"                     | Michael Patrick King | Michelle Nader & Liz Astrof | 12 de maio de 2016      | 6.99                |

### 6ª temporada (2016–17)
| No. na série | No. | Título                                    | Dirigido por      | Escrito por                                                                          | Exibição                | Audiência (milhões) |
| ------------ | --- | ----------------------------------------- | ----------------- | ------------------------------------------------------------------------------------ | ----------------------- | ------------------- |
| 117 118      | 1 2 | "And the Two Openings"                    | Fred Savage       | Michelle NaderLiz Astrof                                                             | 10 de outubro de 2016   | 6.36                |
| 119          | 3   | "And the 80's Movie"                      | Fred Savage       | Patrick Walsh                                                                        | 17 de outubro de 2016   | 5.66                |
| 120          | 4   | "And the Godmama Drama"                   | Kathleen Marshall | Michael Lisbe & Nate Reger                                                           | 24 de outubro de 2016   | 5.60                |
| 121          | 5   | "And the College Experience"              | Kathleen Marshall | Brian Rubenstein                                                                     | 31 de outubro de 2016   | 4.99                |
| 122          | 6   | "And the Rom-Commie"                      | Lonny Price       | Justin Sayre                                                                         | 7 de novembro de 2016   | 5.42                |
| 123          | 7   | "And the Sophie Doll"                     | Don Scardino      | Michael Glouberman                                                                   | 14 de novembro de 2016  | 5.18                |
| 124          | 8   | "And the Duck Stamp"                      | Don Scardino      | Charles Brottmiller                                                                  | 21 de novembro de 2016  | 5.37                |
| 125          | 9   | "And the About FaceTime"                  | Steve Zuckerman   | Rachel Palmer & David Shecter                                                        | 5 de dezembro de 2016   | 5.68                |
| 126          | 10  | "And the Himmicane"                       | Steve Zuckerman   | Brian Rubenstein                                                                     | 12 de dezembro de 2016  | 5.81                |
| 127          | 11  | "And the Planes, Fingers and Automobiles" | Anthony Rich      | Patrick Walsh                                                                        | 19 de dezembro de 2016  | 5.02                |
| 128          | 12  | "And the Riverboat Runs Through It"       | Jason Ensler      | Michelle Nader                                                                       | 2 de janeiro de 2017    | 5.88                |
| 129          | 13  | "And the Stalking Dead"                   | John Riggi        | Michael Lisbe & Nate Reger                                                           | 16 de janeiro de 2017   | 6.40                |
| 130          | 14  | "And the Emergency Contractor"            | John Riggi        | Liz Astrof                                                                           | 23 de janeiro de 2017   | 7.06                |
| 131          | 15  | "And the Turtle Sense"                    | Don Scardino      | Michael Glouberman                                                                   | 6 de fevereiro de 2017  | 5.98                |
| 132          | 16  | "And the Tease Time"                      | Don Scardino      | Justin Sayre                                                                         | 13 de fevereiro de 2017 | 6.00                |
| 133          | 17  | "And the Jessica Shmessica"               | Don Scardino      | Charles Brottmiller                                                                  | 20 de fevereiro de 2017 | 5.81                |
| 134          | 18  | "And the Dad Day Afternoon"               | John Riggi        | Julie Mandel-Folly                                                                   | 27 de fevereiro de 2017 | 5.74                |
| 135          | 19  | "And the Baby and Other Things"           | Chris Poulos      | História por: Michael Lisbe & Nate Reger & Justin SayreRoteiro por: Brian Rubenstein | 13 de março de 2017     | 5.45                |
| 136          | 20  | "And the Alley-Oops"                      | Jude Weng         | História por: Charles BrottmillerRoteiro por: Patrick Walsh & Michael Glouberman     | 20 de março de 2017     | 4.66                |
| 137          | 21  | "And the Rock Me on the Dais"             | Michelle Nader    | Liz Astrof                                                                           | 10 de abril de 2017     | 4.64                |
| 138          | 22  | "And 2 Broke Girls: The Movie"            | Kathleen Marshall | Michelle Nader                                                                       | 17 de abril de 2017     | 4.57                |